# Ronnie Radke
Ronald Joseph Radke (ur. 15 grudnia 1983) – amerykański wokalista, członek zespołu Falling in Reverse, wcześniej wokalista Escape the Fate. Gra na keyboardzie i gitarze.

## Escape The Fate
Ronnie był liderem zespołu i twórcą tekstów do EPki There’s No Sympathy For The Dead i albumu Dying Is Your Latest Fashion wydanych w 2006 roku.

## 2008 rok
Po opuszczeniu zespołu, Ronnie został zastąpiony przez byłego wokalistę blessthefall, Craiga Mabbitta.
W czerwcu 2008 roku Ronnie Radke został aresztowany i skazany na cztery lata pozbawienia wolności (z możliwością skrócenia wyroku do dwóch lat). Już w czasie pobytu w zakładzie karnym, 3 grudnia 2008 roku Ronnie założył nowy zespół post-hardcore'owy o nazwie Falling in Reverse (początkowo nazwa zespołu miała brzmieć From Behind These Walls). Zespół nagrał płytę demo i jeden utwór. Ronnie wyszedł z więzienia pod koniec grudnia 2010 roku.

## Falling In Reverse
Ronnie z zespołem wydał pięć albumów, wydany w 2011 "The Drug In Me Is You", "Fashionably Late" w 2013, "Just Like You" w 2015 i "Coming Home" w 2017. Zaczął również karierę solową jako raper, w 2014 roku miał wydać MixTape o nazwie "Watch Me", który jednak się nie ukazał. W sierpniu 2024 ukazał się nowy album zespołu pod tytułem „Popular Monster”.

## Pobyt w więzieniu
Radke wraz z Chase’em Raderem i kuzynami Chase'a - Josephem i Jackiem Raderem - postanowili wziąć udział w pojedynku w Las Vegas przeciwko Marcelowi Colquittowi, jego bratu - Michaelowi i Maxowi Green (Max jest również z ETF, Colquitt i Green byli przyjaciółmi Ronniego). Michael Colquitt oraz Chase Rader przynieśli broń, Colquitt wyciągnął ją jako pierwszy, celując w Josepha. Chase Rader strzelił do Michaela Colquitta, a Michael Cook przybiegł mu na pomoc i również został postrzelony. Cook zmarł. Chase Rader nie został skazany, ponieważ działał w obronie własnej. Michael Colquitt został oskarżony pod zarzutem noszenia ukrytej broni i napaści z bronią w ręku, miał inną rozprawę w grudniu 2008 roku. Radke został zwolniony po przesłuchaniu, ale został skazany za wezwanie do walki, posiadanie broni i najprawdopodobniej za załadowanie do niej nabojów. Marcel Colquitt również został współoskarżony za wezwanie do walki. Cook został zamordowany 6 maja 2006 roku, Ronnie miał rozprawę 15 stycznia 2008, podczas której przyznał się do naładowania broni. Ronnie zapłacił ponad 100.000 dolarów odszkodowania matce Cooka, pani Cedzie Freeman, w związku ze śmiercią Michaela. Colquitt popełnił samobójstwo we wrześniu 2007 roku. Radke wyszedł z więzienia pod koniec grudnia 2010 roku, prawdopodobnie przedłużyli mu wyrok o 30 dni za obrażanie Dyrektorki Generalnej, która nie odpowiedziała na pytanie Ronniego, kiedy wyjdzie z więzienia. Podobno Ronald Joseph nie stawiał się na wezwania kuratora.  